# Газобаллонная пневматика
Газобаллонная пневматика — пневматическое оружие, в котором расход рабочего тела (газа) происходит из изолированной ёмкости (накопителя), в которую рабочее тело предварительно закачивается компрессором (насосом) или поступает из другой ёмкости.
Таким образом в этот класс кроме устройств, имеющих в конструкции газовый баллон (резервуар), относятся также компрессионная пневматика и пневмопатроны.
При закачке газа из баллона может использоваться не только воздух или CO2. Использование газов с более высокой скоростью звука позволяет поднять мощность выстрела. Используется в основном для спортивной и развлекательной стрельбы.

## Устройство
Углекислый газ при нормальной температуре находится в газовом баллоне в жидком виде, над уровнем жидкости находится паровая подушка, давление CO2 в баллоне составляет 50 атмосфер. Это давление поддерживается постоянным пока на дне баллона остаётся хотя бы немного жидкой углекислоты. Давление паровой фазы зависит от температуры окружающей среды, при очень низкой температуре отмечается его снижение (см. фазовый переход).
Сжатый газ (воздух)
В пневматическом оружии для выброса пули используется потенциальная энергия предварительно сжатого (сжиженного) газа или же газ сжимается в момент выстрела. Здесь обобщённый термин "газ" включает в себя воздух, углекислый газ, азот и газовые смеси. При выстреле происходит расширение газа, который, воздействуя на пулю, сообщает ей кинетическую энергию. Величина переданной энергии, а, значит, скорость пули зависит от многих факторов, включающих в себя: отношение массы пули и массы сжатого воздуха; величину скорости звука в воздухе - которая в свою очередь зависит от температуры, характеристик адиабатического процесса, коэффициента полезного действия всей системы.

## Примечание
https://web.archive.org/web/20171121051257/http://pneumapedia.org/w/%D0%93%D0%B0%D0%B7%D0%BE%D0%B1%D0%B0%D0%BB%D0%BB%D0%BE%D0%BD%D0%BD%D0%B0%D1%8F_%D0%BF%D0%BD%D0%B5%D0%B2%D0%BC%D0%B0%D1%82%D0%B8%D0%BA%D0%B0